# Paul Kollegger

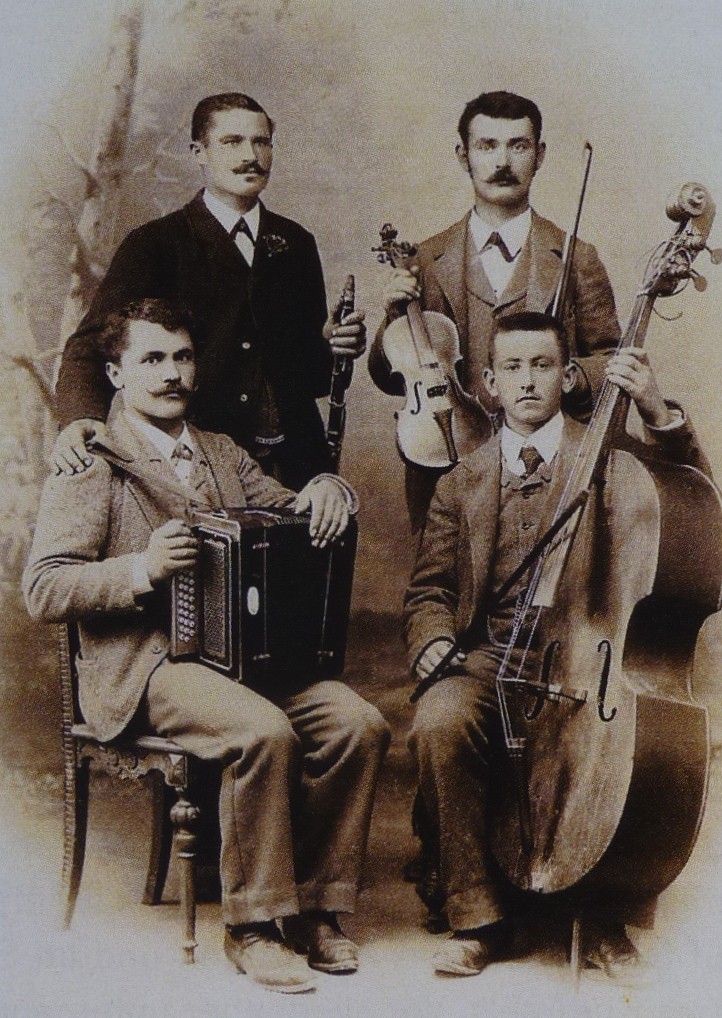
Kapelle Paul Kollegger: Perlotti, Paul Kollegger, Josef Fink, Christian Wasescha, 1899

Paul Kollegger (rechts)

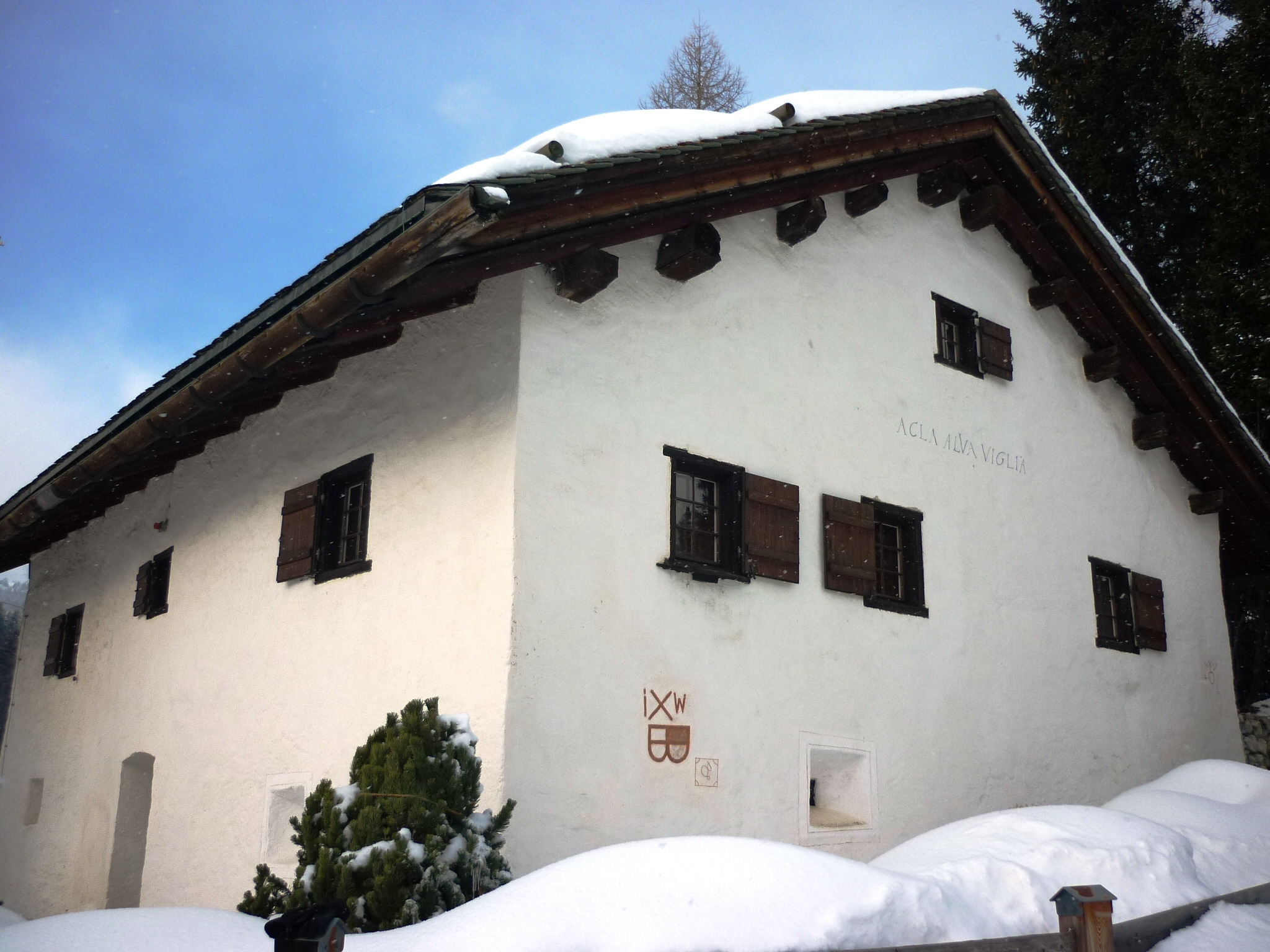
Wohnhaus "Acla Alva Viglia" von Paul Kolleger in Valbella

Paul Kollegger (* 21. November  1872 Vaz/Obervaz; † 27. März 1927 ebenda) war ein Klarinettist aus dem Schweizer Kanton Graubünden. Er war der Begründer der Musikerdynastie Kollegger und gilt als einer der Stammväter der Bündner Volksmusik.

## Leben
Paul Kollegger wuchs als Sohn des Arbeiters Hilarius Kollegger auf der Lenzerheide auf. Zuerst arbeitete er in der Umgebung und in Frankreich als Waldarbeiter und Holzfäller, spielte aber schon früh als Klarinettist.
Von 1895 bis 1905 arbeitete Kollegger als Postillon auf der Strecke Churwalden-Tiefencastel. Er spielte nicht mit einer festen Formation, sondern warb seine Spielpartner jeweils spontan am Ort der Veranstaltung an. Er spielte meist in einer Viererformation mit Klarinette, zwei Geigen und Kontrabass. Bruder Johann spielte Bass, Bruder Luzi Geige. Auch von ihm haben sich einige Kompositionen erhalten. Auch Kolleggers Vorfahren waren musikalisch veranlagt, so spielte Pauls Mutter in der damaligen Kapelle "Kollegger" ab und zu Kontrabass. Lenzerheide/Lai, Valbella und Parpan dürften die hauptsächlichsten Spielorte der Kapelle gewesen sein.
Später brachte Paul Kollegger seinem Neffen Anton das Klarinettenspiel bei und nahm ihn als zweiten Klarinettisten zu den Auftritten mit. Begleitet wurden sie nun auch von einer Handorgel oder einem Schwyzerörgeli. Kollegger selber spielte C- oder A-Klarinette. Eine Klarinette von Paul Kollegger ist immer noch im Besitz der Familie; sie war einmal als Leihgabe im Rätischen Museum in Chur ausgestellt.
Kollegger konnte weder Noten lesen noch schreiben und verstand nichts von Musiktheorie. Trotzdem verfügte er über ein Repertoire von gegen 300 Stücken – darunter auch Stücke bayerischer und österreichischer Herkunft – und konnte leicht eine Nacht lang durchspielen, ohne ein Stück zu wiederholen.  Eine Freinacht begann in der Regel samstags um 14.00 Uhr nachmittags und endete oft erst frühmorgens um 8.00 Uhr vor dem Kirchgang.
1910 wurde Kollegger in Trins Ziegenhirte. Während dieser Tätigkeit verletzte er sich am linken Daumen, die zur Amputation des vorderen Daumenglieds führte. Diesen Nachteil behob Kollegger dadurch, dass er die Klarinette schräg zum Mund hielt.
Paul Kollegger, als eher schweigsam, freundlich und ernst beschrieben, starb in Lenzerheide-Valbella innert weniger Tage an den Folgen einer  Lungenentzündung, an der er im Vorfrühling 1927 erkrankt war. Er wurde in Zorten bestattet. Das Grab gibt es nicht mehr.
Da Kollegger weder Noten lesen noch schreiben konnte, wurden in späteren Jahren viele seiner urtümlichen Tänze aus mündlicher Überlieferung unter anderen Namen veröffentlicht oder gelten heute als traditionelle Kompositionen. Einige seiner Tänze und Stücke wurden „mündlich“ überliefert und später aufnotiert.
Paul Kollegger hatte aus erster Ehe einen Sohn, der nach einem Tag verstarb. Seine zweite Ehe blieb kinderlos. Seine Schwester hatte sieben Kinder, darunter Zwillinge (zwei Buben), die von Paul Kollegger und seiner Ehefrau  aufgezogen wurden. Einen davon, Anton, bildete er ebenfalls zum Klarinettisten aus.